# Praça da Catalunha

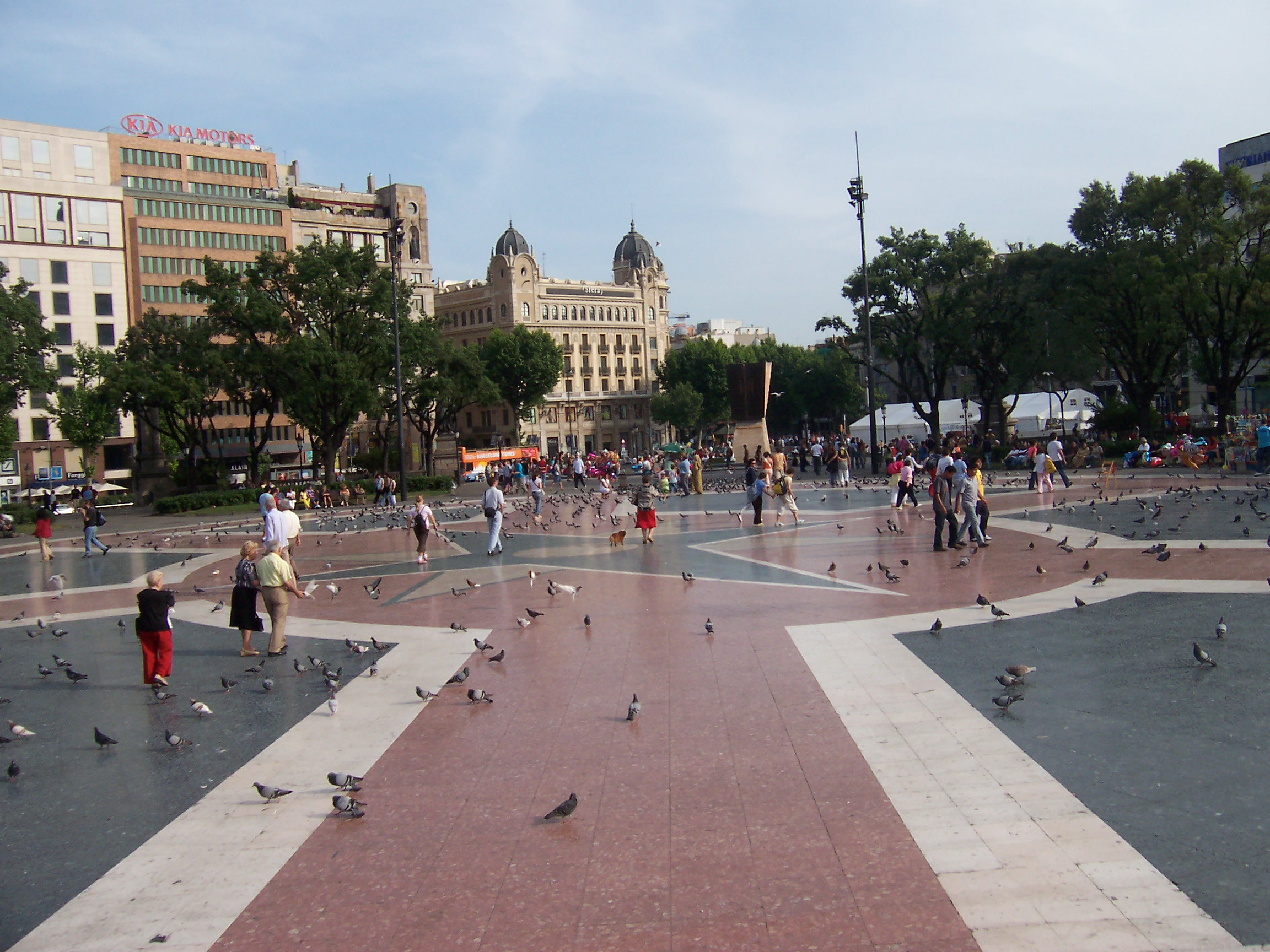
Vista do centro da Plaça de Catalunya antes da remodelação de 2008

A Praça da Catalunha (em catalão:  Plaça de Catalunya) é a mais central e a maior das praças de Barcelona, na Espanha. Pelo menos, até estarem completas as remodelações da Praça das Glórias Catalãs e da Praça Europa, que se tornarão, então, as maiores de Espanha. Tem cerca de cinco hectares de área e constitui o ponto de união entre o núcleo antigo da cidade e o Eixample. Da praça, partem importantes vias da cidade, como as La Rambla, o Passeio de Graça, a Rambla da Catalunha, as rondas da universidade e de Sant Pedro, a rua Pelai e a avenida Portal do Anjo.